# Дальницкий лес
Дальницкий лес (Дальницкий заказник) — государственный ботанический заказник на территории Одесского района Одесской области, в 13 км к западу от Одессы. Длина Дальницкого леса — 4,7 км, ширина — 2,5 км, площадь — 1024 га. Лес имеет искусственное происхождение и на плане имеет правильную прямоугольную форму.
Заказник создан в 1974 г. постановлением Совета министров УССР от 28.10.74 № 500. Из пород деревьев в заказнике преобладают дуб, берёза, встречается сосна. Заказник относится к Великодолинскому лесничеству, Дальницкое урочище. Находится в распоряжении Одесского главного предприятия ОДЛХО «Одеслес».
На территории Дальницкого леса часто отдыхают туристы из Одессы и окрестных населённых пунктов. Часть территории Дальницкого леса занимает военная база.

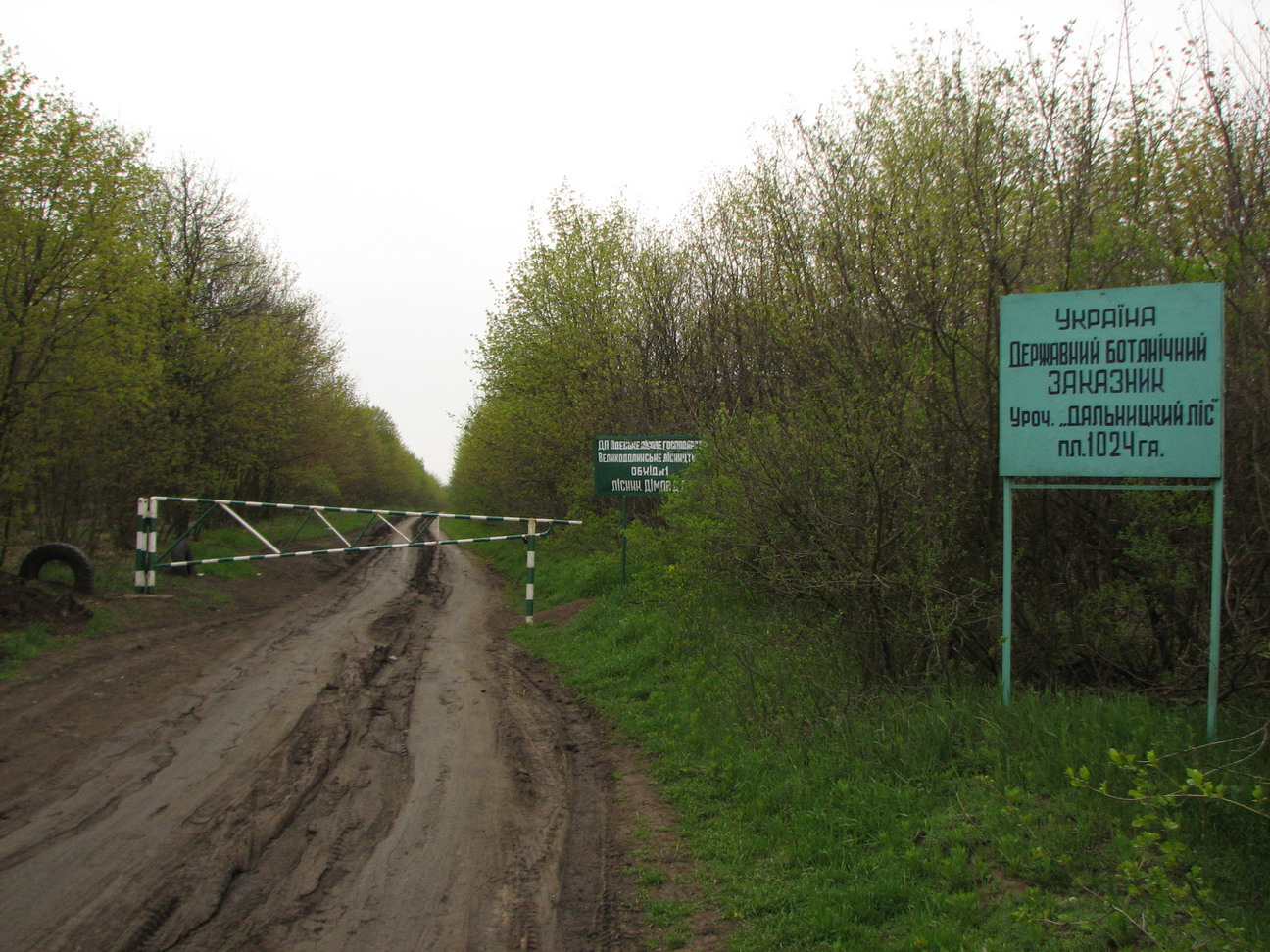
Указатели на въезде в лес
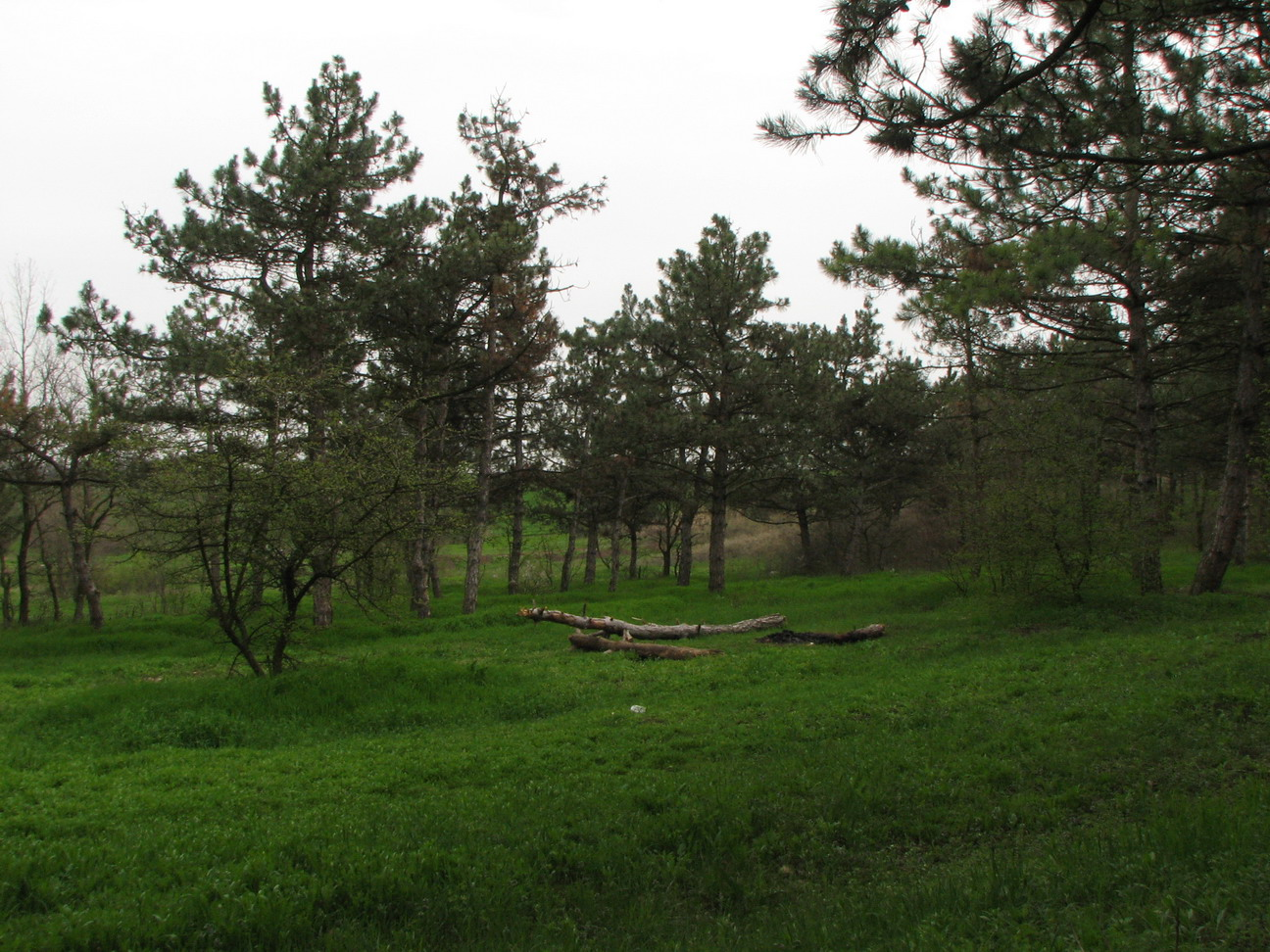
Туристическая стоянка
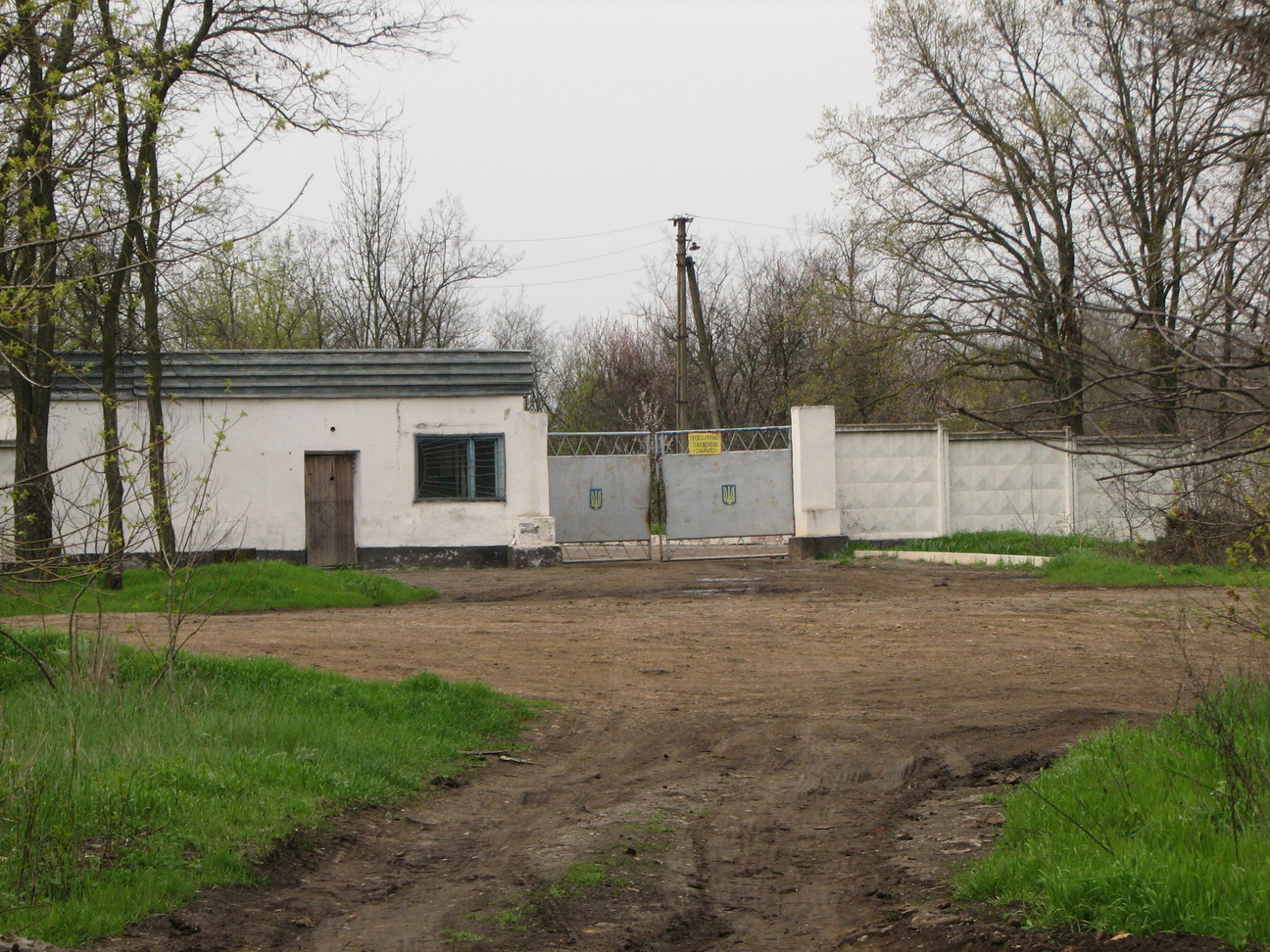
Въезд в военную базу
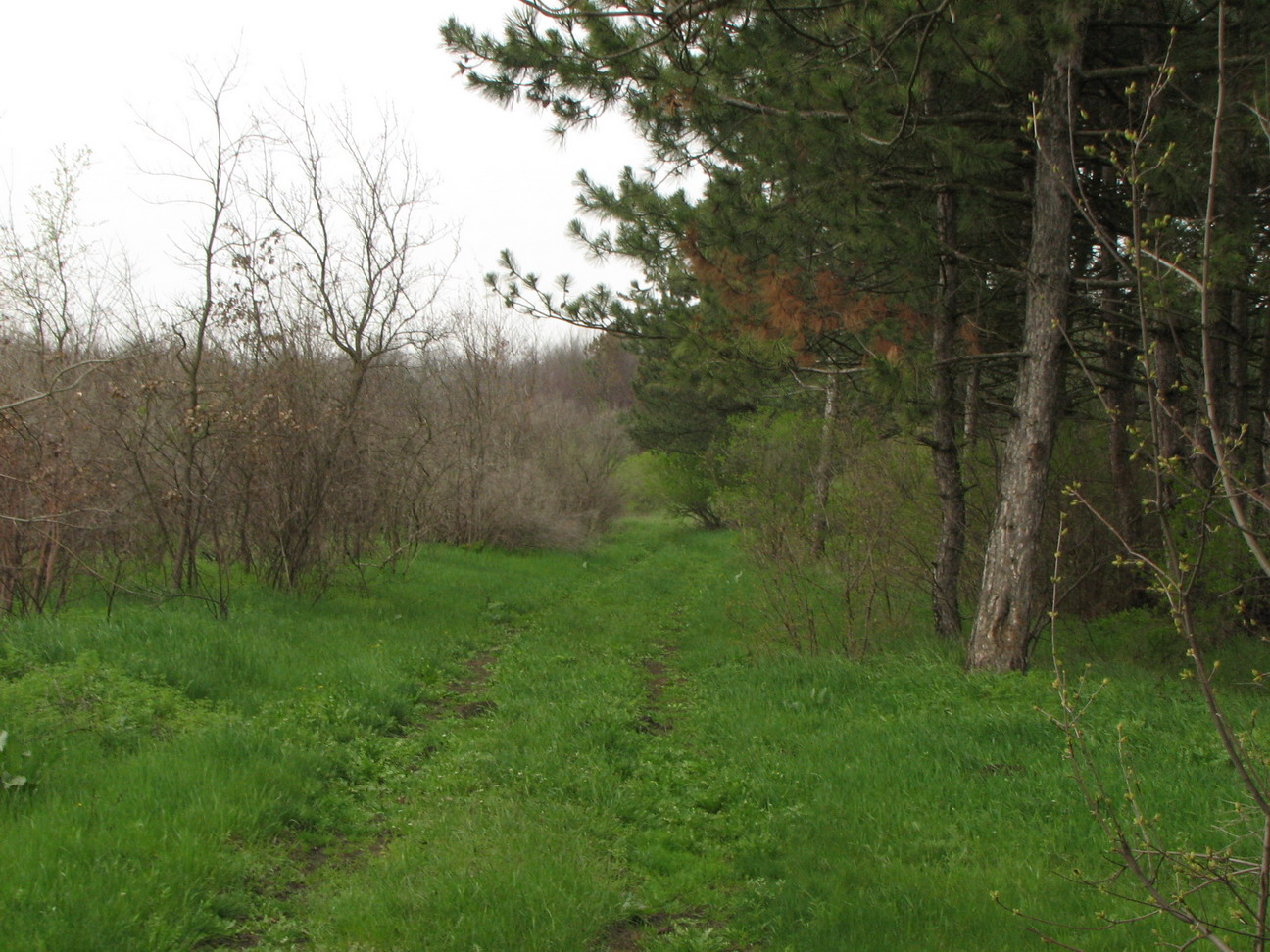
В Дальницком лесу